# Бецор
Бецор (Бец-ор) — река в России, протекает в Республике Дагестан. Устье реки находится в 31 км от устья реки Каракойсу по левому берегу. Длина реки составляет 29 км, площадь водосборного бассейна — 167 км². В 7,8 км от устья, по левому берегу впадает река Макаритляр.

## Данные водного реестра
По данным государственного водного реестра России относится к Западно-Каспийскому бассейновому округу, водохозяйственный участок реки — Сулак от истока до Чиркейского гидроузла. Речной бассейн реки — Терек.
Код объекта в государственном водном реестре — 07030000112109300001152.